# Bơm thủy lực

Dòng chảy chất lỏng trong máy bơm ngoài.

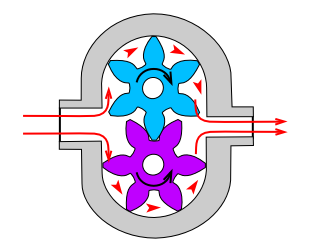
Bơm bánh răng với các răng bên ngoài, (lưu ý hướng quay của các bánh răng). For most people this is counterintuitive

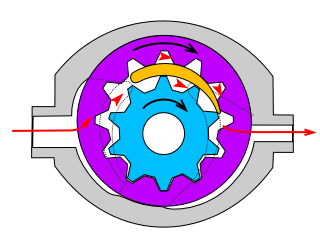
Bơm bánh răng với các răng bên trong.

Bơm thủy lực cánh quét cố định hành trình

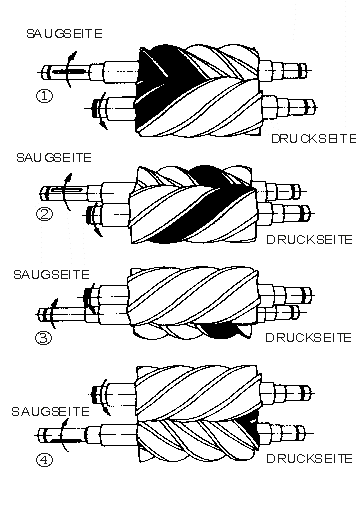
Nguyên lý của bơm thủy lực trục vít (Saugseite = đầu hút vào, Druckseite = đầu xả ra.)

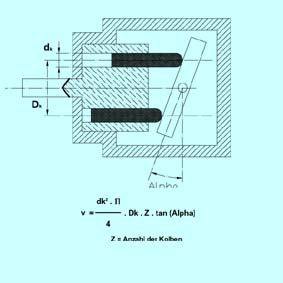
Bơm thủy lực piston trục, nguyên lý vỗ mặt

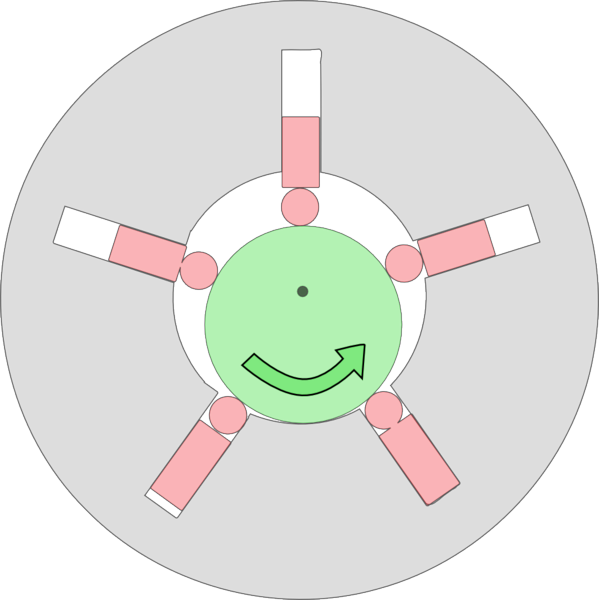
Bơm thủy lực piston xuyên tâm.

Bơm thủy lực được sử dụng trong các hệ thống truyền động thủy lực và có thể là thủy tĩnh hoặc thủy động. Một máy bơm thủy lực là một nguồn cơ năng có thể chuyển đổi năng lượng cơ học thành năng lượng thủy lực (tức là dòng chảy (năng lượng thủy động), hay thủy tĩnh tức áp lực (thủy) (áp năng)). Nó tạo ra dòng chảy đủ sức mạnh để vượt qua áp lực gây ra bởi các tải trọng (hay tổn hao áp lực) tại các cửa ra máy bơm.

## Các công thức tính toán

### Dòng chảy
{\displaystyle Q=n\cdot V_{stroke}\cdot \eta _{vol}}
Với
{\displaystyle {\begin{aligned}Q&={\text{Flow in cubic meter per second }}&\left[{\frac {m^{3}}{s}}\right]\\n&={\text{revolution per second}}&\left[{\frac {rev}{s}}\right]\\V_{stroke}&={\text{Swept volume in cubic meters}}&\left[{\frac {m^{3}}{rev}}\right]\\\eta _{vol}&={\text{Volumetric efficiency}}&\left[\right]\end{aligned}}}

### Công suất
{\displaystyle P={n\cdot V_{stroke}\cdot \Delta p \over ~\eta _{mech}}}
where
{\displaystyle {\begin{aligned}P&={\text{Power in Watt}}&\left[{\frac {Nm}{s}}\right]\\n&={\text{Revolution per second}}&\left[{\frac {rev}{s}}\right]\\V_{stroke}&={\text{swept volume}}&\left[{\frac {m^{3}}{rev}}\right]\\\Delta p&={\text{pressure difference over pump}}&\left[{\frac {N}{m^{2}}}\right]\\\eta _{mech,hydr}&={\text{Mechanical/hydraulic efficiency}}&\left[\right]\end{aligned}}}

### Hiệu dụng kỹ thuật
{\displaystyle n_{mech}={T_{actual}\cdot 100 \over T_{theoretical}}}
where
{\displaystyle {\begin{aligned}n_{mech}&={\text{Mechanical pump efficiency percent}}\\T_{theoretical}&={\text{Theoretical torque to drive}}\\T_{actual}&={\text{Actual torque to drive}}\\\end{aligned}}}

### Hiệu dụng thủy lực
{\displaystyle n_{hydr}={Q_{actual}\cdot 100 \over Q_{theoretical}}}
where
{\displaystyle {\begin{aligned}n_{hydr}&={\text{Hydraulic pump efficiency percent}}\\Q_{theoretical}&={\text{Theoretical flow rate output}}\\Q_{actual}&={\text{Actual flow rate output}}\\\end{aligned}}}

## Phân loại (bơm thể tích)

### Bơm Roto
Gồm Bơm bánh răng (gear pump), Bơm cánh gạt (vane pump), Bơm trục vít.
Đặc điểm:
- Roto chuyển động quay trong vỏ (stato) để nén chất lỏng nên dòng chảy tương đối đều.
- Áp suất tạo ra cao hơn máy cánh dẫn, nhưng thấp hơn bơm piston.

(Áp suất làm việc: 20 ~ 150at, một số trường hợp có thể cao hơn)
Ưu điểm:
- Kết cấu đơn giản, kích thước gọn nhẹ.
- Làm việc tin cậy, chắc chắn. Tuổi thọ cao.
- Tốc độ quay lớn hơn bơm piston

Nhược điểm:
- Với bơm trục vít, bơm bánh răng: Không điều chỉnh được lưu lượng mà không làm thay đổi số vòng quay (tốc độ).
- Do rò rỉ nên hiệu suất lưu lượng thấp hơn so với bơm piston.

Phạm vi sử dụng:
- Truyền động thủy lực thể tích (Máy công trình,..)
- Hệ thống bôi trơn
- Hệ thống hỗ trợ lái, phanh
- Các hệ thống sử dụng dầu cao áp.

### Bơm Piston
Nguyên lý làm việc:
Máy nén chất lỏng trong một xy lanh kín nhờ chuyển động tịnh tiến của piston trong xy lanh.
Đặc điểm:
- Hiệu suất bơm cao
- Tạo ra áp suất từ lớn đến rất lớn
- Vỏ xy lanh phải kín, bền để chịu được áp suất làm việc của bơm
- Xảy ra hiện tượng dao động lưu lượng (dao động áp suất) do bơm hoạt động dựa trên chu kì hoạt động của piston (nhược điểm cơ bản)
- Không cần mồi bơm
- Số vòng quay bị giới hạn (<300 vòng/phút) để đảm bảo độ ổn định của bơm (do lực quán tính của chất lỏng trong bơm khi làm việc)
- Có thể thay đổi lưu lượng bằng cách thay đổi hành trình piston

Phân loại
Bơm piston tác dụng đơn, tác dụng kép; bơm piston tác dụng ba (nguyên lý, cấu tạo khác với bơm tác dụng kép)

### Bơm Piston - roto
Đặc điểm:
- Áp suất làm việc rất lớn (có thể đạt hơn 250 at) (so với ~80 at của bơm roto)
- Hiệu suất cao
- Số vòng quay lớn (lên đến 20.000 vòng/phút)
- Lưu lượng riêng nhỏ
- Có thể thay đổi áp suất, lưu lượng mà không tác động đến tốc độ quay của bơm
- Giá thành cao
- Thường được sử dụng trong các máy công trình

Phân loại:
- Bơm piston - roto hướng trục (axial piston pump)
- Bơm piston - roto hướng kính (radial piston pump).

Đối với bơm hướng trục chia làm hai loại: Bơm có đĩa nghiêng quay và bơm có khối xy lanh quay